# Aynur Toleuova
Aynur Toleuova (Taldıqorğan, 4 febbraio 1995) è una modella kazaka, incoronata Miss Kazakistan 2011 il 6 dicembre 2011 presso il InterContinental Almaty Hotel di Almaty. La modella ha ricevuto il titolo dalle mani della detentrice del titolo uscente Zhanna Zhumaliyeva.
In qualità di rappresentante ufficiale del Kazakistan, Aynur Toleuova parteciperà ai concorsi di bellezza internazionali Miss Universo 2012 e Miss Mondo 2012, che si terranno nel corso dell'anno.